# Ondříkovický pseudokrasový systém
Ondříkovický pseudokrasový systém je přírodní památka v okrese Jablonec nad Nisou v Libereckém kraji na území obce Frýdštejn mezi osadami Roudný a Ondříkovice na severozápadní hranici CHKO Český ráj asi 5 km severně od Turnova. Oblast spravuje AOPK ČR - regionální pracoviště Liberecko.
Přírodní památka byla vyhlášena z důvodu ochrany pseudokrasové jeskyně, ponoru a vyvěračky v Ondříkovickém propadání – boční ponor, ukončeno mohutným závrtem s dnovým ponorem. Ondříkovický pseudokrasový systém se skládá ze čtyř část. Jsou to: jeskyně Bartošova pec, Ondříkovický ponor, Ponor u Roudného a Ondříkovické propadání. Celá lokalita má celkovou rozlohu asi 3,5 km². Na povrchu tvoří památku několik izolovaných lokalit, na kterých voda mizí a znovu vyvěrá, z nich je nejznámější jeskyně Bartošova pec. Pod povrchem se nalézá systém vzájemně propojených jeskyní. Lesní porost je poměrně běžný, tvoří ho zejména smrky, borovice, buky a duby. Ze vzácnější druhů rostlin se v lokalitě vyskytuje bradáček vejčitý (Listera ovata). Vzácně se zde objevuje mlok skvrnitý.

## Pseudokrasový systém
Nachází se zde celý rozsáhlý jeskynní systém. Voda ze tří potoků na třech místech mizí pod zemí – v unikátním ponoru Voděradského potoka, ponoru potůčku pod Cidlinského statkem v Ondříkovicích a v závrtu pod vsí Roudný.
Na podzim roku 2000 se speleologové Jiří Bruthans, Michal Novák a Štěpán Křtěnský dostali jeskynním systémem z Bartošovy pece a objevili chodby v celkové délce 225 metrů. Bruthans spolu s Ondřejem Zemanem a Helenou Vysokou na základě průzkumů došli navíc k závěru, že název přírodní památky je zavádějící, že se nejedná o jeskynní systém pseudokrasový, ale skutečně krasový. Vznikl totiž rozpouštěním vápenatého tmelu, který držel pohromadě vápnité pískovce z období turonu. K podobným jevům dochází i na dalších lokalitách v této části Českého ráje. Dešťová voda se tu vsakuje do propustných vrstev pískovce teplického souvrství, po nějaké době se dostane k jílové vložce a vyvře na povrch, po něm stéká a případně se znovu zanoří do propustných vrstev jizerských vápnitých pískovců (opuk). 

## Bartošova pec

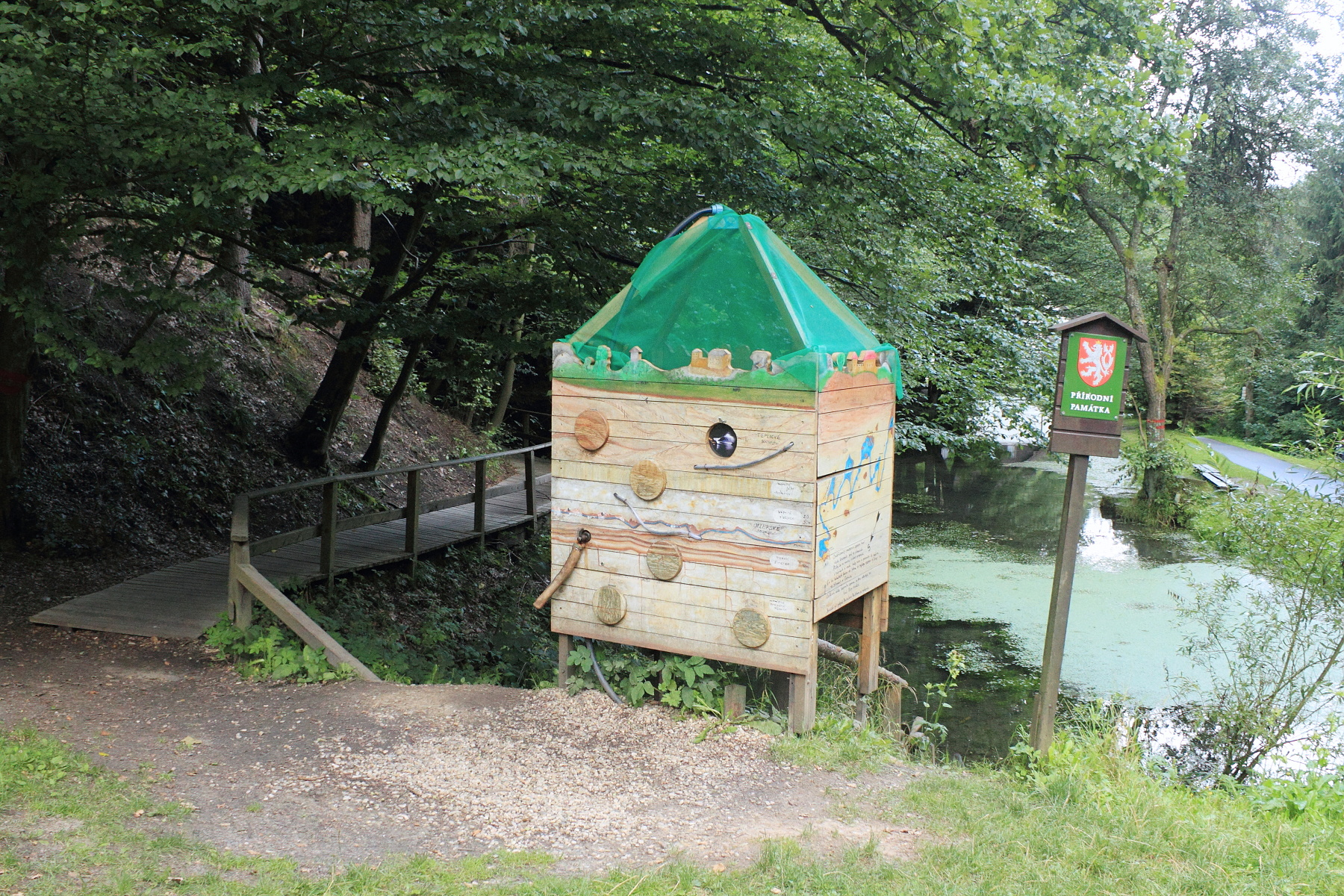
Umělá vodní nádrž u Bartošovy pece, která měla za úkol tlumit výkyvy v dodávce vody

Bartošova pec je asi 30 metrů dlouhá otevřená jeskyně, která dále pokračuje dosud zcela nezmapovaným podvodním labyrintem. Nazývá se po místním skláři Bartošovi. U pramenu stávala dříve sklářská huť. Po zániku huti byl nedaleko postaven mlýn, později upraven na brusírnu skla využívající nezamrzající vodu vyvěrající z podzemí. Dnes objekt někdejšího mlýna slouží k rekreaci. Bartošova pec se nachází na modře značené turistické stezce a také cyklostezce 3051 mezi Turnovem a Sychrovem.
Z Bartošovy pece vyvěrá Vazovecký potok o vydatnosti 15–30 litrů za sekundu. Potok protéká Vazoveckým údolím a u Dolánek se vlévá do Jizery.